# Aenictus ambiguus
Aenictus ambiguus är en myrart som beskrevs av William Edward Shuckard 1840. Aenictus ambiguus ingår i släktet Aenictus och familjen myror. Inga underarter finns listade i Catalogue of Life.